# علي مراد ديزي أوغلو
علي مراد ديزي أوغلو (مواليد 27 سبتمبر 1963) هو مبارز بالسيف تركي، مثّل بلاده في الألعاب الأولمبية الصيفية 1984.

## روابط خارجية
علي مراد ديزي أوغلو على موقع أوليمبيديا (الإنجليزية)